# سيلفيا سولير إسبينوزا
سيلفيا سولير إسبينوزا (بالإسبانية: Silvia Soler)‏ مواليد 19 نوفمبر 1987 في إلش، هي لاعبة كرة مضرب إسبانية تلعب باليد اليمنى وتحتل حالياً المرتبة 171 (8 فبراير 2016) في تصنيف رابطة محترفات كرة المضرب. شاركت في دورة الألعاب الأولمبية الصيفية.

## الخط الزمني للأداء
مفتاح
| ف | ن | ن.ن | ر.ن | د# | د.م | ل | أ.أ | ت | غ | ب | ف | ذ | م.خ | ل.ت |

(ف) فاز بالبطولة (ن) وصل النهائي (ن.ن) نصف النهائي (ر.ن) ربع النهائي (د#) الأدوار الأربعة الأولى (د.م) دور المجموعات (ل) شارك في كأس ديفيز (أ.أ) خرج من الأدوار الاولى (ت) خسر التصفيات التأهيلية (غ) غاب عن الحدث أو البطولة (ب) حصل على ميدالية برونزية (ف) حصل على ميدالية فضية (ذ) حصل على ميدالية ذهبية (م.خ) بطولة الماسترز خُفضت إلى مرتبة أقل (ل.ت) البطولة لم تعقد في السنة المعينة.
لتجنب الارتباك وازدواجية الحساب، يتم تحديث هذه المعلومات إما في نهاية البطولة، أو عندما تكون مشاركة اللاعب في البطولة قد انتهت.

### الفردي
| دورات الجراند سلام            |     |     |     |     |     |     |     |     |       |
| بطولة أستراليا المفتوحة للتنس | غ   | ت2  | ت1  | ت1  | د1  | د1  | د1  | د2  | 1–4   |
| دورة رولان غاروس الدولية      | غ   | ت1  | ت2  | د2  | غ   | د2  | د3  | د2  | 5–4   |
| بطولة ويمبلدون                | غ   | ت2  | ت1  | ت3  | د2  | د2  | د2  | د2  | 4–4   |
| أمريكا المفتوحة               | ت1  | ت1  | ت2  | د3  | د3  | د1  | د1  | ت2  | 4–4   |
| فوز-خسارة                     | 0–0 | 0–0 | 0–0 | 3–2 | 3–3 | 2–4 | 3–4 | 3–3 | 14–16 |

## روابط خارجية
- سيلفيا سولير إسبينوزا على موقع رابطة محترفات التنس (الإنجليزية)
- سيلفيا سولير إسبينوزا على موقع الاتحاد الدولي لكرة المضرب (الإنجليزية)
- سيلفيا سولير إسبينوزا على موقع كأس بيلي جين كينغ (الإنجليزية)
- سيلفيا سولير إسبينوزا على موقع خلاصة التنس.كوم (الإنجليزية)
- سيلفيا سولير إسبينوزا على موقع أوليمبيديا (الإنجليزية)